# Società Ginnastica Triestina Nautica
La Società Ginnastica Triestina Nautica A.S.D. è una storica società sportiva remiera fondata a Trieste nel 1863.

## Storia
Nel 1863 fu fondata la Società Ginnastica Triestina, tuttavia nel 1888 la sezione remiera si separò dal resto della compagine diventando finanziariamente ed amministrativamente autonoma.
Il due di coppia maschile della Ginnastica Triestina, composto da Mario Ustolin e Francesco Dapiran, rappresentò l'Italia ai Giochi della XIV Olimpiade a Londra.